# Michael Liebreich
Michael Liebreich, né 1963 à Northolt, est un ancien champion de freestyle et homme d'affaires.

## Biographie
Michael Liebreich naît en 1963 à Northolt. Ancien champion de freestyle, il fonde en 2004 New Energy Finance Ltd qu'il vend en 2009 à Bloomberg LP.